# Lagoa do Barro do Piauí
Lagoa do Barro do Piauí är en kommun i Brasilien.   Den ligger i delstaten Piauí, i den östra delen av landet, 1 000 km nordost om huvudstaden Brasília. Antalet invånare är 4 523.
Omgivningarna runt Lagoa do Barro do Piauí är huvudsakligen savann. Runt Lagoa do Barro do Piauí är det mycket glesbefolkat, med 2 invånare per kvadratkilometer.